# Tríade obscura

A tríade obscura, os três traços do comportamento antissocial: narcisismo, maquiavelismo e psicopatia

Na psicologia, a tríade obscura, também chamada de tríade negra ou sombria, compreende os traços de personalidade do narcisismo, maquiavelismo e psicopatia. Eles são chamados de "obscuros" por causa de suas qualidades malévolas.
A pesquisa sobre a tríade obscura é usada na psicologia aplicada, especialmente nos campos da aplicação da lei, psicologia clínica e administração de empresas. Pessoas com pontuação alta nessas características são mais propensas a cometer crimes, causar sofrimento social e criar graves problemas para uma organização, especialmente se estiverem em posições de liderança. Eles também tendem a ser menos compassivos, agradáveis, empáticos, satisfeitos com suas vidas e menos propensos a acreditar que eles e os outros são bons.
Todos os três traços da tríade sombria são conceitualmente distintos, embora a evidência empírica mostre que eles se sobrepõem. Eles estão associados a um estilo interpessoal insensível e manipulador.
- O narcisismo é caracterizado por grandiosidade, orgulho, egoísmo e falta de empatia.[13]
- O maquiavelismo é caracterizado pela manipulação e exploração dos outros, ausência de moralidade, insensibilidade sem emoção e um nível mais alto de interesse próprio.[14]
- A psicopatia é caracterizada por um comportamento anti-social contínuo, impulsividade, egoísmo, traços insensíveis e não emocionais[15] e falta de remorso.[16]

Uma análise fatorial descobriu que, entre os cinco grandes traços de personalidade, a baixa agradabilidade é o correlato mais forte da tríade sombria, enquanto o neuroticismo e a falta de consciência foram associados a alguns dos membros da tríade sombria. A agradabilidade e a tríade obscura mostram mudanças correlacionadas ao longo do desenvolvimento.